# 拉普拉 (愛沙尼亞)
拉普拉是愛沙尼亞拉普拉縣拉普拉市镇的非独立市及行政中心，也是拉普拉縣的首府，距離首都塔林45公里，海拔高度67米，市里的信義宗教堂是全國最大的教堂，2018年人口5,132。

## 圖片

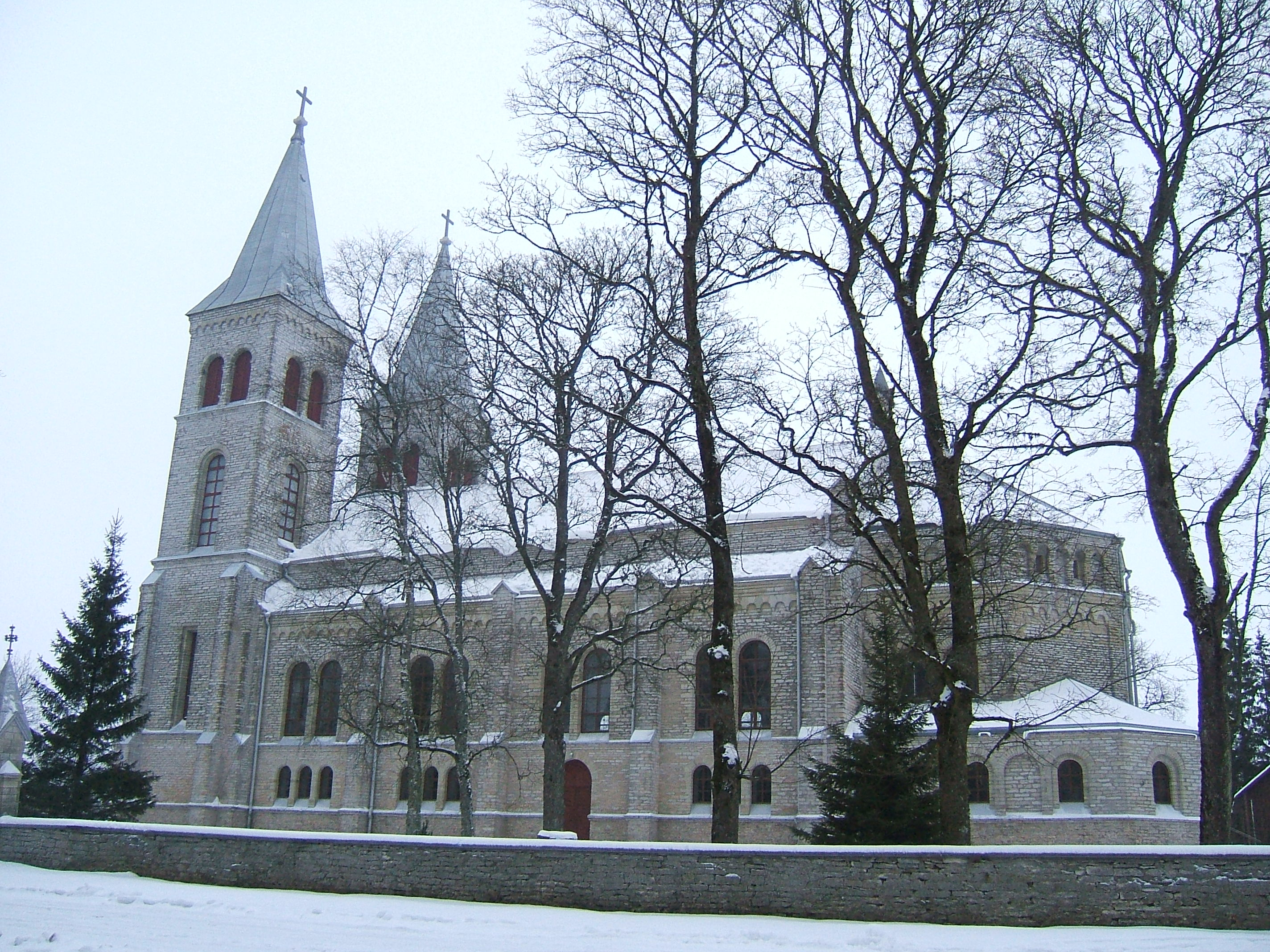
拉普拉教堂
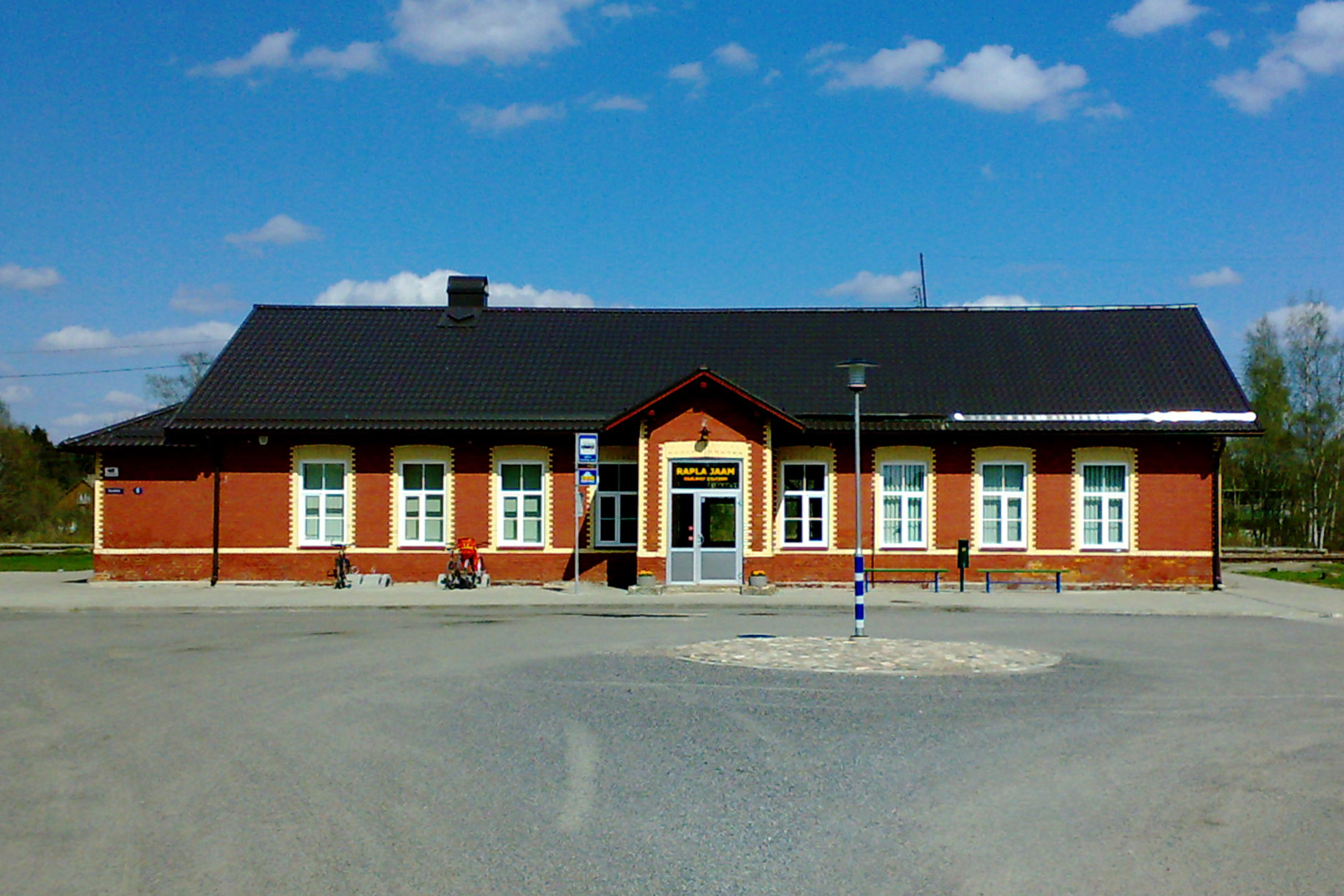
拉普拉火車站
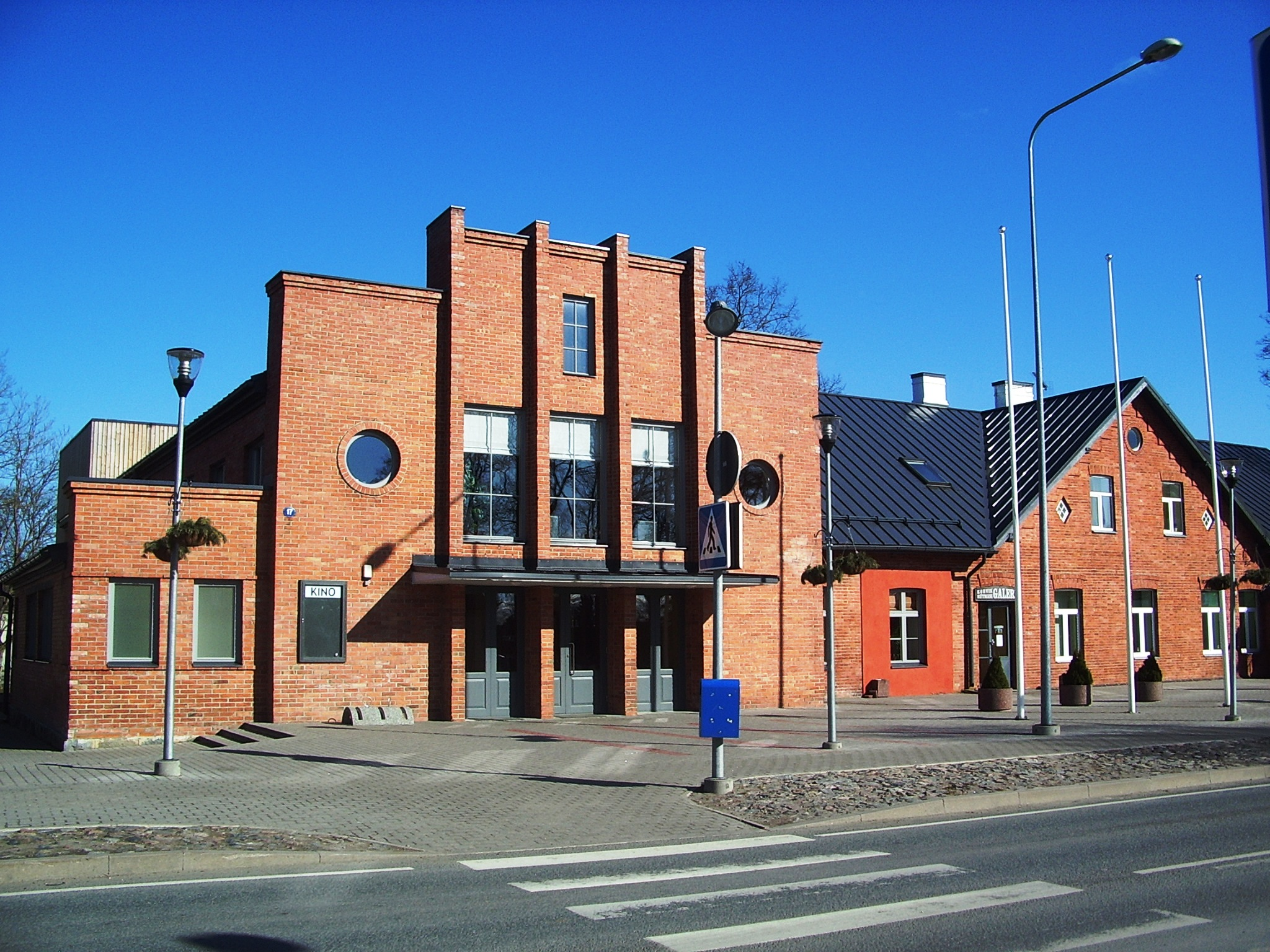
拉普拉文化中心
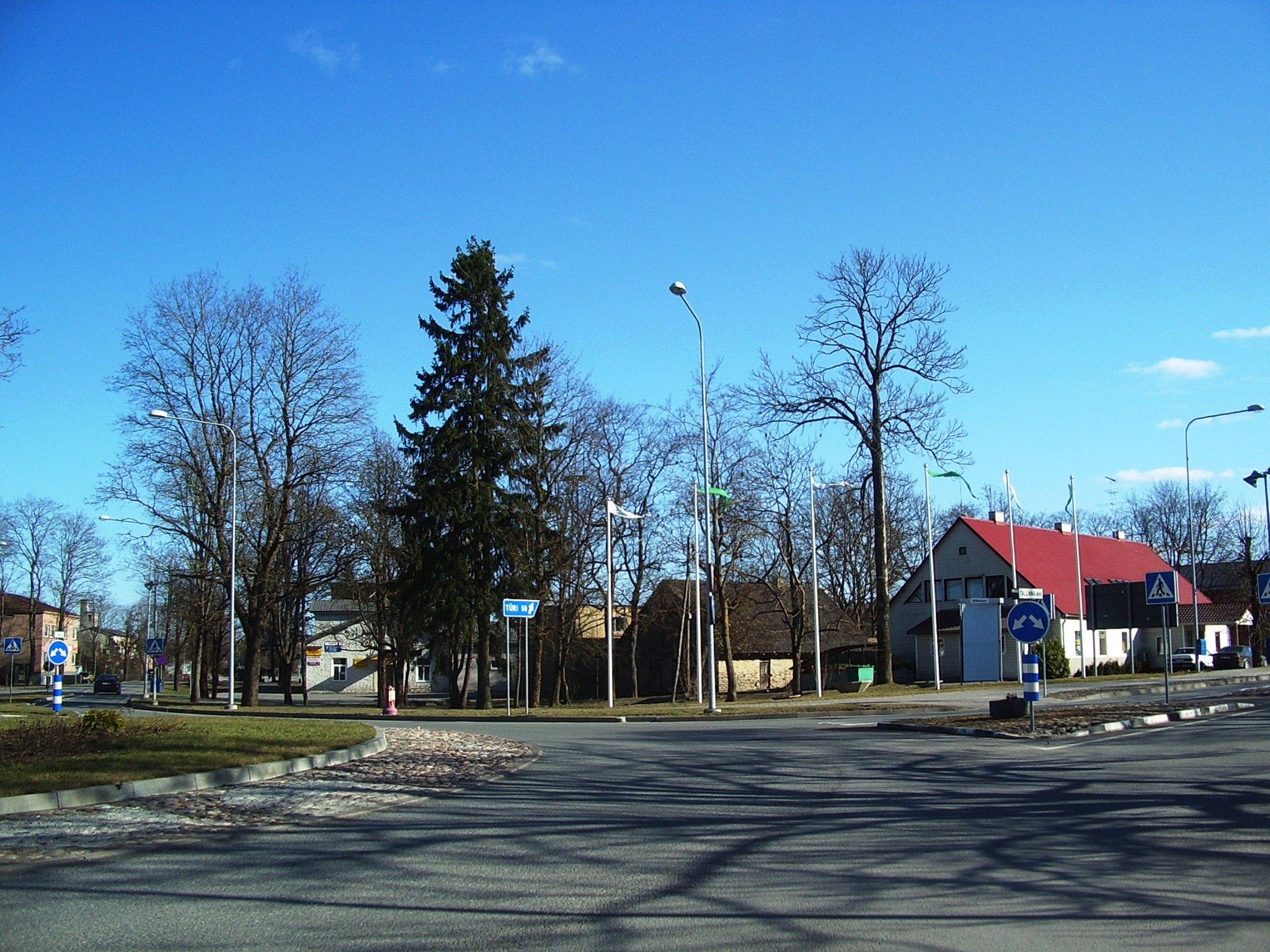
拉普拉中央廣場